# Progomphus risi
Progomphus risi är en trollsländeart som beskrevs av Williamson 1920. Progomphus risi ingår i släktet Progomphus och familjen flodtrollsländor. IUCN kategoriserar arten globalt som starkt hotad. Inga underarter finns listade i Catalogue of Life.